# Tommy Kendall
Tommy "Tom" Kendall, né le 17 octobre 1966 à Santa Monica (Californie), est un pilote automobile américain de voitures Grand Tourisme et de Sport-prototypes.

## Biographie

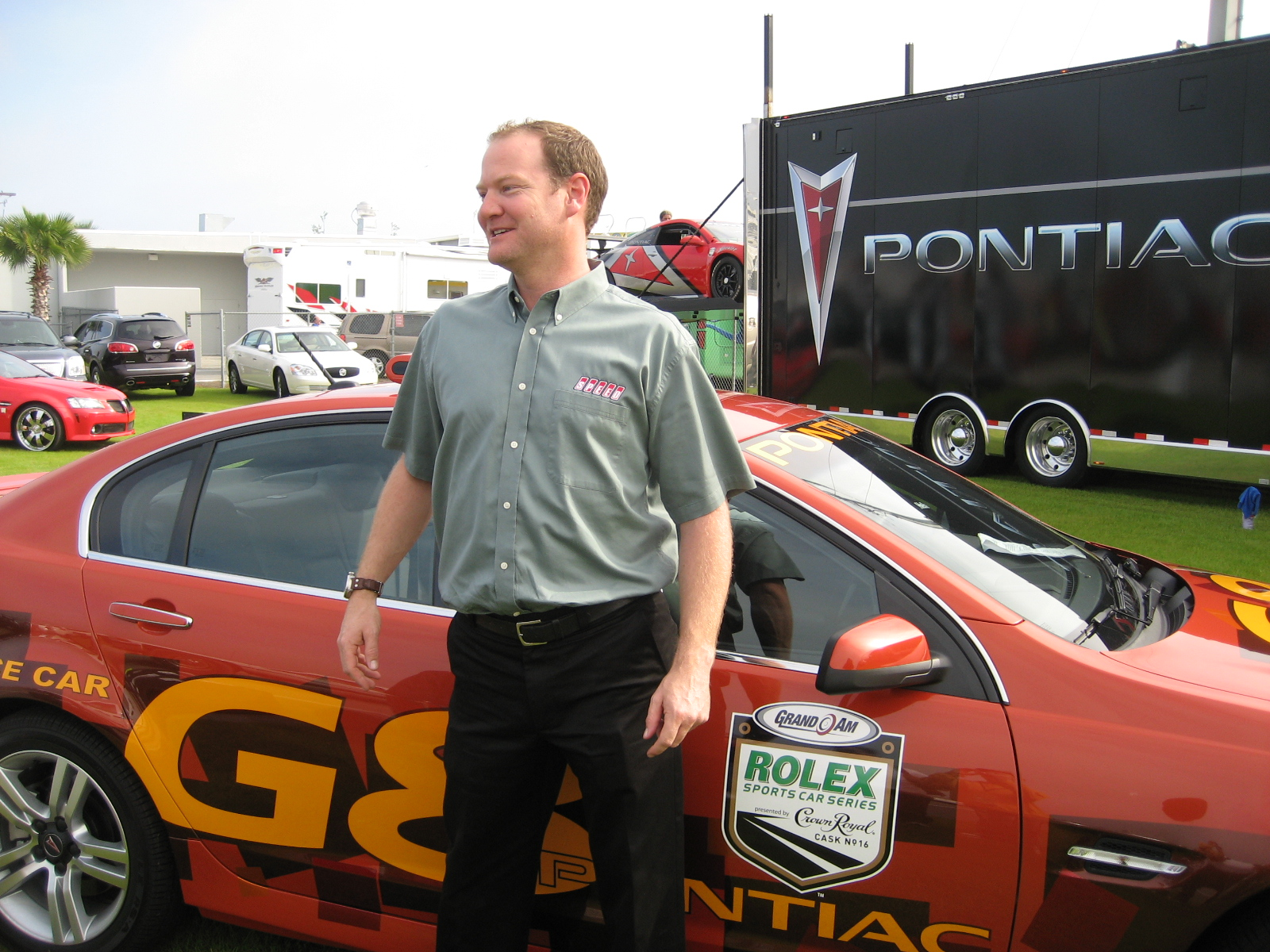
Kendall au Daytona International Speedway pour les 24 Heures de Daytona en 2008 (sur Pontiac G8).

Sa carrière au volant débute en 1985, au Grand Prix de Miami GTU IMSA (sur Mazda RX-7).
Étant lui-même fils de pilote, ses principaux succès sont remportés en Championnat IMSA GT et en Trans-Am Series.
Il dispute les 24 Heures du Mans 2000 et 2013, se classant 14e à sa première apparition sur Porsche 911 GT2, et effectue 14 courses en douze ans de NASCAR Sprint Cup Series (entre 1987 et 1998).
Il participe encore à 6 épreuves lors des 24 Heures de Daytona (deuxième en 1993 avec la Mustang, associé à Wally Dallenbach Jr. -le vainqueur Trans-Am 1986 et 1987-, Gordon et Buhl, puis troisième deux ans plus tard avec Paul Newman, Brockman et Martin, sur la même voiture et toujours pour le Roush Racing team), ainsi qu'à 8 autres aux 12 Heures de Sebring.
En 1991, il doit interrompre sa carrière durant une année complète à la suite de blessures à Watkins Glen, avec son Intrepid GM1 en épreuve IMSA GTP.
Ses résultats en Trans-Am lui valent de représenter le championnat à 7 reprises en IROC entre 1991 et 1998 (5e en 1995).
Ses premières apparitions régulières télévisuelles aux États-Unis ont lieu à partir des années 2000, en devenant au début commentateur-analyste de courses de ChampCar.

## Palmarès

### Titres
- Quadruple vainqueur Trans-Am Catégorie 1, en 1990 sur Chevrolet Beretta, puis de 1995 à 1997 sur Ford Mustang (uniquement dépassé en 2006 par Paul Gentilozzi avec ses cinq titres);
- Triple vainqueur de la catégorie GTU du championnat IMSA GT, entre 1986 et 1988 sur Mazda RX-7 (2) puis Chevrolet Beretta;
- Vainqueur de la catégorie GTS-1 du championnat IMSA GT, en 1993 sur Ford Mustang;
  - Vice-champion Trans-Am en 2004;
  - 3e en Trans-Am en 1994;

### Victoires
- Championnat Trans-Am:
  - 32 victoires en Trans-Am entre 1994 et 2004 (présence dès 1993; réparties sur 6 saisons), dont le Grand Prix de St. Petersburg en 1997: en cette même année Kendall obtient la victoire dans toutes les courses proposées, sauf les deux dernières;
- Championnat IMSA GT:
  - 15 victoires en catégorie GTU entre 1986 et 1988 (2 absolues en courses spécifiques, à Miami et Del Mar en 1988).

## Distinction
- Motorsports Hall of Fame of America en 2015.